# Kostas Manolas
Konstantinos Manolas (* 14. Juni 1991 in Naxos) ist ein griechischer Fußballspieler, der seit Sommer 2024 wieder für seinem ehemaligen Jugendverein AO Pannaxiakos in Griechenland spielt.

## Karriere

### Vereine
Manolas begann bei AO Pannaxiakos mit dem Fußballspielen und wechselte 2005 in die Jugendabteilung von Thrasyvoulos Fylis, in der er bis 2008 spielte. Noch als A-Jugendlicher kam er für die erste Mannschaft in der Rückrunde der Saison 2008/09 zu seinen ersten fünf Punktspielen in der Super League.
Nach dem Abstieg seines Vereins in die zweite Liga verpflichtete ihn AEK Athen zur Saison 2009/10; mit der Mannschaft gewann er 2011 den nationalen Vereinspokal. Sein erstes Tor in der höchsten Spielklasse erzielte er am 10. April 2011 (29. Spieltag) beim 3:2-Sieg im Auswärtsspiel gegen AE Larissa mit dem Treffer zum 1:0 in der dritten Minute. Nach drei Spielzeiten, in denen er 51 Punktspiele bestritten und zwei Tore erzielt hatte, wechselte er zur Saison 2012/13 zum Ligakonkurrenten Olympiakos Piräus, für den er in zwei Spielzeiten 49 Punktspiele bestritt, vier Tore erzielte, zweimal die Meisterschaft und einmal den Pokal gewann.
Zur Saison 2014/15 wurde er vom Erstligisten AS Rom verpflichtet, für den er am 30. August 2014 (1. Spieltag) beim 2:0-Sieg im Heimspiel gegen AC Florenz debütierte.
Zur Saison 2019/20 wurde er von der SSC Neapel verpflichtet, bei der er Anfang Juli 2019 einen Vertrag mit einer Laufzeit bis zum 30. Juni 2024 unterzeichnete. In Neapel blieb der Grieche bis Anfang 2022, als er sich seinem ehemaligen Verein Olympiakos Piräus anschloss. Manolas verließ Piräus nach nur neun Monaten und wechselte in die Vereinigten Arabischen Emirate zum Sharjah FC. Der Vertrag mit Sharjah wurde im Januar 2024 vorzeitig aufgelöst und Manolas schloss sich einen Monat später der US Salernitana an. Anfang Oktober 2024 kehrte er nach 17 Jahren wieder zu seinem ehemaligen Jugendverein AO Pannaxiakos zurück.

### Nationalmannschaft
Nachdem Manolas von 2009 bis 2011 fünf Länderspiele für die U-21-Nationalmannschaft bestritten und unter Otto Rehhagel – obwohl in den vorläufigen Kader für die Weltmeisterschaft 2010 berufen – jedoch keine Berücksichtigung in den endgültigen Kader gefunden hatte, debütierte er am 6. Februar 2013 in der A-Nationalmannschaft, die das Testspiel gegen die Schweizer Nationalmannschaft torlos bestritt. Sein erstes Tor erzielte er am 11. September 2018 in Budapest bei der 1:2-Niederlage gegen die Nationalmannschaft Ungarns im zweiten Gruppenspiel der Nations League mit dem Treffer zum Ausgleich in der 18. Minute. Mit der A-Nationalmannschaft nahm er an der vom 12. Juni bis 13. Juli 2014 in Brasilien ausgetragenen Weltmeisterschaft teil, wurde in allen drei Spielen der Gruppe C eingesetzt, sowie im Achtelfinale, das am 29. Juni gegen die Nationalmannschaft Costa-Ricas mit 3:5 im Elfmeterschießen verloren wurde.

## Erfolge
AEK Athen
- Griechischer Pokal: 2011

Olympiakos Piräus
- Griechische Meisterschaft: 2013, 2014, 2022
- Griechischer Pokal: 2013

SSC Neapel
- Coppa Italia: 2020